# Referèndum eslovac de 2010
El 18 de setembre de 2010 es va celebrar a Eslovàquia un referèndum sobre la reforma política, després de l'èxit d'una petició iniciada com a activitat civil juntament amb la fundació del partit liberal clàssic Llibertat i Solidaritat (SaS), que posteriorment es va convertir en el tercer partit més important del Consell Nacional. Es van recollir 401.126 signatures, de les quals 386.000 es van considerar vàlides.
El referèndum no va aconseguir el llindar de participació exigit per la Constitució d'Eslovàquia, ja que només va votar el 22,8% de l'electorat, molt per sota del 50% requerit. Una àmplia majoria va votar a favor de les sis propostes, amb un suport d'entre el 70% i el 95% per a cadascuna d'elles.